# Orbital Reef Station
«Orbital Reef» (укр. «Орбітальний риф») — назва запланованої космічної станції на низькій опорній орбіті, розробленої Blue Origin і Sierra Nevada Corporation (SNC) для комерційної космічної діяльності та використання в сфері космічного туризму. Попередні плани компанії оприлюднили у жовтні 2021 року. Станція розрахована на 10 осіб об'ємом 830 м³. Станцію планується ввести в експлуатацію в другій половині 2020-х років. Ці дві компанії співпрацюють з кількома компаніями та установами для реалізації проєкту.
Термін створення з 2025 по 2030 рік. Станція буде коштувати на порядок менше, ніж Міжнародна космічна станція, вартість якої ~$100 млрд.
В листопаді 2021 NASA оголосило, що обрало цю програму для фінансування у рамках угоди Space Act Agreement з метою подальшої розробки конструкції станції.
Це фінансування є частиною програми NASA Commercial LEO Development. Вона спрямована на «розвиток сталої комерційної космічної економіки на ННО, включаючи підтримку розвитку комерційних об'єктів на ННО».

## Ініціатори створення
Blue Origin, Sierra Space і Boeing анонсували створення станції «Орбітальній риф», назвавши його «бізнес-парком для приватного сектора на орбіті».
Внесок учасників:
- Blue Origin — основні системи, модулі великого діаметра (орієнтовно ~5,5 м), їх планується запускати на ракеті New Glenn

- Sierra Space — надають свій модуль LIFE і вузлові модулі, доставляють вантажі й екіпаж кораблями Dream Chaser

- Boeing — корабель CST-100 Starliner доставлятиме астронавтів, компанія також надасть наукові модулі й буде керувати станцією та виконувати технічне обслуговування

- Redwire Space — забезпечення операцій з корисним навантаженням, підтримка досліджень і виробництв в умовах мікрогравітації
- Genesis Engineering Solutions — надасть одномісний корабель для повсякденних операцій за бортом станції і туристичних екскурсій, компанія описує його як альтернативу скафандра

- Університет штату Аризона — консультація в галузі досліджень, робота з 14 провідними університетами США.

### Конструкція
Orbital Reef матиме житлові та наукові модулі, а також одномісний корабель для обслуговування станції і туристичних виходів у відкритий космос. Станція буде оснащена передовими обладнанням і робототехнікою. Модулі матимуть просторі блоки з великими ілюмінаторами, буде також аналог модуля Купол.

### Експлуатація
Головна особливість станції — спільно використовувана інфраструктура. Відкрита масштабована архітектура (заявляється, що вона може масштабуватися до нескінченності) дозволить приєднати до станції модулі та космічні апарати будь-якої країни й компанії. Також планують кіт-комплекти модулів — Reef Starter.
Площі станції можна буде здавати в оренду під будь-які цілі. Екіпаж станції зможе надавати різні послуги для комерційних замовників. Планується здійснення приватних космічних перевезень на станцію і назад. Orbital Reef планується зробити свого роду «ареною» для комерційних і наукових розробок.